# Jocelyn Degbey
Pour les articles homonymes, voir Degbey.
Jocelyn Kuadjo Degbey est un homme politique béninois.

## Biographie
À la suite de son élection à la présidence de la République, Thomas Boni Yayi compose son premier gouvernement le 8 avril 2006 et nomme Jocelyn Degbey, ministre des Mines, de l'Énergie et de l'Eau. Ce dernier conserve son poste lors des remaniements ministériels qui ont lieu les 17 août, 19 novembre 2006 et 8 janvier 2007 mais quitte sa fonction le 20 mai 2007 lorsqu'il est élu député à l'Assemblée nationale, sous l'étiquette de l'Alliance pour une dynamique démocratique.